# Agelena otiforma
Agelena otiforma es una especie de araña del género Agelena, familia Agelenidae. Fue descrita científicamente por Wang en 1991.

## Distribución
Esta especie se encuentra en China.